# IHLIA LGBTI Heritage
IHLIA LGBTI Heritage, precedentemente conosciuto come Internationaal Homo/Lesbisch Informatiecentrum en Archief (IHLIA) (Centro internazionale di informazione e archivio gay/lesbico), è un archivio e centro di documentazione internazionale con sede ad Amsterdam, che si dedica alla raccolta e alla consultazione di ogni tipo di informazione riguardante donne lesbiche, uomini omosessuali, bisessuali e persone transgender (in breve LGBT) provenienti da tutto il mondo.
L'IHLIA è nato nel 1999 da una fusione tra l'Homodok e l'Archivio Lesbico di Amsterdam, entrambi ad Amsterdam, e l'Anna Blaman Huis a Leeuwarden. Dal luglio 2007, IHLIA ha sede presso la Biblioteca Pubblica di Amsterdam (OBA) sull'isola Oosterdokseiland, inizialmente al 6º piano, e dal 2018 al 3º piano. Qui si trova anche la maggior parte della collezione. Gli archivi di organizzazioni e persone sono conservati presso l'Internationaal Instituut voor Sociale Geschiedenis - IISG (Istituto Internazionale di Storia Sociale) di Amsterdam.
IHLIA LGBTI Heritage possiede una collezione composta da oltre 100.000 titoli. Su 1.515 metri lineari di scaffali si trovano circa 26.000 libri, 4.800 titoli di riviste, 7.000 elementi tra film, documentari, serie TV e spot pubblicitari, 6.500 manifesti, 10.000 tesi, opuscoli, lavori e note, oltre a molto altro materiale (foto, audio, magliette, spille, confezioni di preservativi, eccetera).

## Storia
Dei tre elementi costitutivi di IHLIA LGBTI Heritage, l'Homodok è il più antico. Fu fondato nel 1978 come Centro di Documentazione sugli Studi Omosessuali. Era collegato al gruppo di lavoro Homostudies fondato anch'esso nel 1978 presso l'Università di Amsterdam (UvA) e aveva sede presso l'Istituto Baschwitz sulla Weteringschans. L'obiettivo era raccogliere e rendere accessibili informazioni e materiali sull'omosessualità e metterli a disposizione come materiale di studio. La rivista Homologie fu uno dei mezzi principali con cui la collezione dell'Homodok divenne conosciuta. Nel 1988, l'Homodok assorbì la biblioteca Van Leeuwen, composta da quanto Jaap van Leeuwen era riuscito a ricostruire della biblioteca dell'ex NWHK, dalla sua collezione privata e dalla vecchia biblioteca del COC, da lui stesso fondata. Successivamente, l'Homodok acquisì anche la biblioteca del COC con opere posteriori al 1970.
La collezione crebbe così tanto che diventarono sempre più difficili da gestire gli spazi. Nel 1989, l'Homodok si trasferì allo Spinhuis sulla Oudezijds Achterburgwal e nel 2000, insieme all'Archivio Lesbico di Amsterdam, in un edificio alla Nieuwpoortkade 2A in una zona industriale del quartiere Bos en Lommer. Per migliorare l'accessibilità della collezione, fu sviluppato insieme all'Anna Blaman Huis un thesaurus speciale, l'Homosaurus.
L'Archivio Lesbico di Amsterdam fu fondato nel 1982 per conservare e rendere visibile e accessibile la vita lesbica ad Amsterdam. Fino al 2000, era situato in un edificio collettivo sulla Eerste Helmersstraat, nel quartiere Oud-West.
L'Anna Blaman Huis a Leeuwarden fu fondato nel 1982 come Archivio Lesbico Leeuwarden per sostenere con informazioni la lotta per l'emancipazione lesbica. Inizialmente si sviluppò come centro che raccoglieva anche materiali sull'emancipazione femminile e sulla lotta per le donne nere, migranti e rifugiate (ZMV). Ma verso il 1990 si focalizzò maggiormente sull'ambito LGBT, decidendo di collaborare con l'Homodok e l'Archivio Lesbico di Amsterdam.
Poiché le tre organizzazioni si avvicinavano sempre più tra loro e attingevano agli stessi fondi pubblici, nel 1999 si decise per la fusione e la creazione di IHLIA, con sedi ad Amsterdam e Leeuwarden (l'Anna Blaman Huis). Quest'ultimo aveva sede in un edificio sul Noordvliet a Leeuwarden e nel 2011 si trasferì nella Biblioteca Pubblica di Leeuwarden. A causa di un crescente deficit finanziario, la sede IHLIA di Leeuwarden, precedentemente Anna Blaman Huis, fu chiusa il 1º ottobre 2013. La collezione sviluppata a Leeuwarden fu trasferita al Tresoar (il centro di storia e letteratura della Frisia) al Servizio Bibliotecario della Frisia. La collezione AVM fu donata al COC Fryslân. La maggior parte degli archivi non frisoni, dei manifesti e della collezione musicale presenti all'Anna Blaman Huis furono trasferiti alla sede IHLIA di Amsterdam.
Dal 2002, IHLIA organizza in collaborazione con la fondazione George Mosse Fonds la lezione Mosse annuale, con un relatore di spicco nel campo dell'emancipazione omosessuale/lesbica.
Nel febbraio 2021, IHLIA ha organizzato il primo Mese Queer  della Storia, per dare attenzione — seguendo l'esempio del LGBTQ History Month tipico di altri paesi — agli aspetti della storia LGBT.

## Collezioni speciali

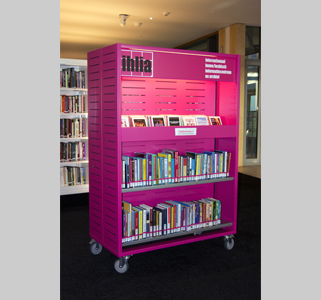
Roze Kast nella piazza IHLIA presso la Biblioteca Pubblica di Amsterdam (OBA). Contiene, tra l'altro, libri e film dell'OBA su aspetti LGBT.

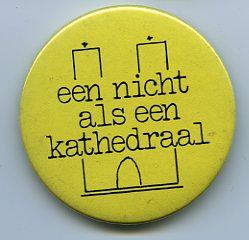
Foto di un bottone del coming out. Collezione IHLIA.

IHLIA gestisce l'archivio di Jaap van Leeuwen, uno dei fondatori del COC, risalente agli anni cinquanta e sessanta. Inoltre, IHLIA ha ricostruito la biblioteca di Jacob Anton Schorer e del suo Nederlandsch Wetenschappelijk Humanitair Komitee, che era stata confiscata e dispersa durante la Seconda guerra mondiale dall'Germania nazista, basandosi sul catalogo sopravvissuto.
IHLIA gestisce anche molti altri archivi personali, organizzativi e tematici. Alcuni di essi sono conservati presso l'IISG. Una gran parte dell'opera della fotografa Marian Bakker è custodita da IHLIA e resa accessibile. IHLIA possiede inoltre una collezione internazionale di bottoni e manifesti utilizzati per attivismo negli anni settanta e ottanta.

### Gruppi
- Act up!, un gruppo radicale d'azione riguardante la problematica dell'HIV/AIDS
- Il gruppo omosessuale/lesbico del sindacato ABVAKABO FNV[4]
- Groep 7152,[5] un gruppo nazionale per donne lesbiche e bisessuali

### Media
- Homologie, una rivista semi-scientifica nel campo degli homostudies
- Homonos e Het Roze Rijk, programmi radiofonici della NOS
- Lust en Gratie, una rivista letteraria lesbica femminile
- Ma'dam, la rivista del gruppo donne del COC Amsterdam
- MVS Gaystation, l'emittente gay di Amsterdam
- Stichting Urania, un gruppo di pressione all'interno delle emittenti di Hilversum per l'attenzione verso l'omosessualità

### Organizzazioni
- Gay Games 1998 ad Amsterdam[6]
- International Lesbian and Gay Association[7] ILGA, un'organizzazione internazionale per la difesa dei diritti degli omosessuali (e dal 1995 anche di bisessuali e persone transgender)
- International Lesbian Information Service ILIS, una rete informativa internazionale di organizzazioni di donne lesbiche e bisessuali
- Fondazione Schorer
- Fondazione De Kringen
- Roze Front, precursore della fondazione Roze Zaterdag
- Stichting PANN, l'organizzazione per giovani omosessuali di Utrecht

## Pubblicazioni

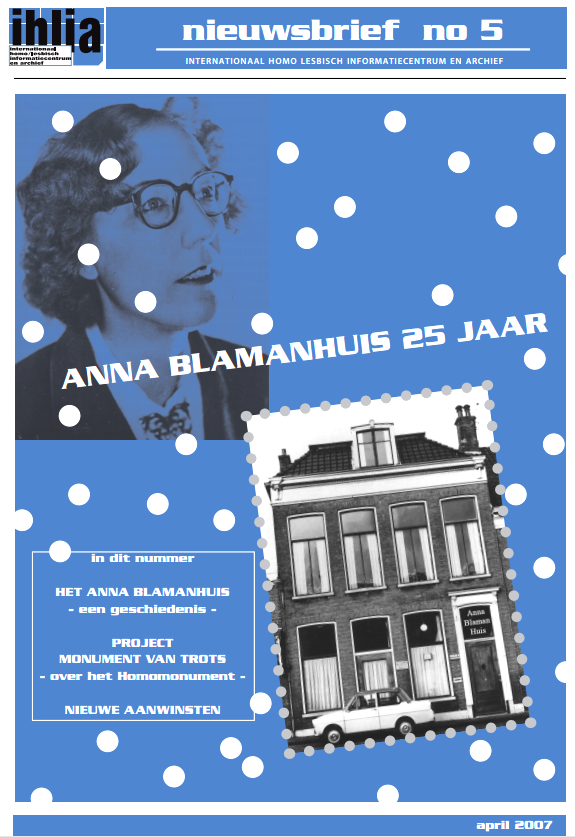
Notiziario IHLIA (aprile 2007) sul Anna Blaman Huis.

- Sleutjes, Martien: Eén jurk zegt meer dan duizend woorden : de invloed van de Rooie Flikkers (1975-1980) (Amsterdam: IHLIA LGBTI Heritage, 2017)
- Sleutjes, Martien: Verkeerd geplakt : een selectie van posters uit het IHLIA archief in historisch perspectief (Amsterdam: IHLIA LGBTI Heritage, 2015)
- Bakker, Marian con una prefazione di Joke Swiebel: Oog voor vrouwen, Eye for women : Nederlandse lesbische subcultuur van de jaren tachtig en negentig (Amsterdam: IHLIA LGBTI Heritage, 2009)
- Galesloot, Hansje con la collaborazione di Jan Carel Warffemius: Bewaar mij voor de waanzin van het recht : 100 jaar strafrecht en homoseksualiteit in Nederland (Amsterdam: IHLIA LGBTI Heritage, 2012)
- van Gils, Connie (samenstelling), Bruins, Joost (eindred.): Langoureus verlangen : schrijfsters van nu over Anna Blaman (Amsterdam: IHLIA LGBTI Heritage, 2010)
- van Gils, Connie: Whisper their love : Vintage Lesbian Pulp Covers uit de IHLIA-collectie (Amsterdam: IHLIA LGBTI Heritage, 2016)
- IHLIA LGBTI Heritage: Wie kan ik nog vertrouwen : tentoonstelling homoseksueel in Nazi Duitsland en bezet Nederland (Amsterdam: IHLIA LGBTI Heritage, 2006)
- Mok, Ineke en Schellekes, Els: HomoLesbi op school: module voor Pabo-studenten bij Monument van Trots (Amsterdam: IHLIA LGBTI heritage, 2008)
- Van der Wel, Jack: IHLIA - Making information on LGBTIQ issues in the past and the present accessible and visible, p 158 - 161 in: Ellen Greenblatt (ed.): Serving LGBTIQ library and archives users. Essays on outreach, service, collections and access, Jefferson, North Carolina : McFarland & Company, Inc., Publishers, [2011].
- Van Staalduinen, Ko en Brandhorst, Henny: A queer thesaurus: an international thesaurus of gay and lesbian index terms, Anna Blaman Huis en Homodok, Amsterdam 1997.